# سفيان البقالي
سفيان البقالي (مواليد 7 يناير 1996) هو عداء مغربي مختص في مسافة 3000 متر موانع. وهو بطل أولمبي مرتين متتاليتين في أولمبياد طوكيو 2020 وباريس 2024، وفي بطولة العالم لألعاب القوى فاز البقالي بميداليتين ذهبيتين، في عام 2022 ثم لاحقًا في عام 2023.

## مسيرته
في سن الثامنة عشرة، احتل المركز الرابع في بطولة العالم للناشئين لألعاب القوى 2014، ثم ظهر لأول مرة في بطولة أفريقيا لألعاب القوى 2014، حيث احتل المركز العاشر في سباق 3000 متر موانع. كما شارك في العدو الريفي وكان في المركز الثامن عشر في بطولة العالم للعدو الريفي 2015. مثّل المغرب في الألعاب الأولمبية الصيفية 2016 بعد أفضل نتيجة شخصية بلغت 8:14.41 دقيقة، ليحتل المركز الرابع في "ملتقى هيركوليس".
في أولمبياد ريو 2016، قام بتحسين رقمه إلى 8:14.35 دقيقة، واحتلّ المركز الرابع. حصل على الميدالية الفضية في عام بطولة العالم لألعاب القوى 2017، والميدالية البرونزية في بطولة العالم لألعاب القوى 2019.

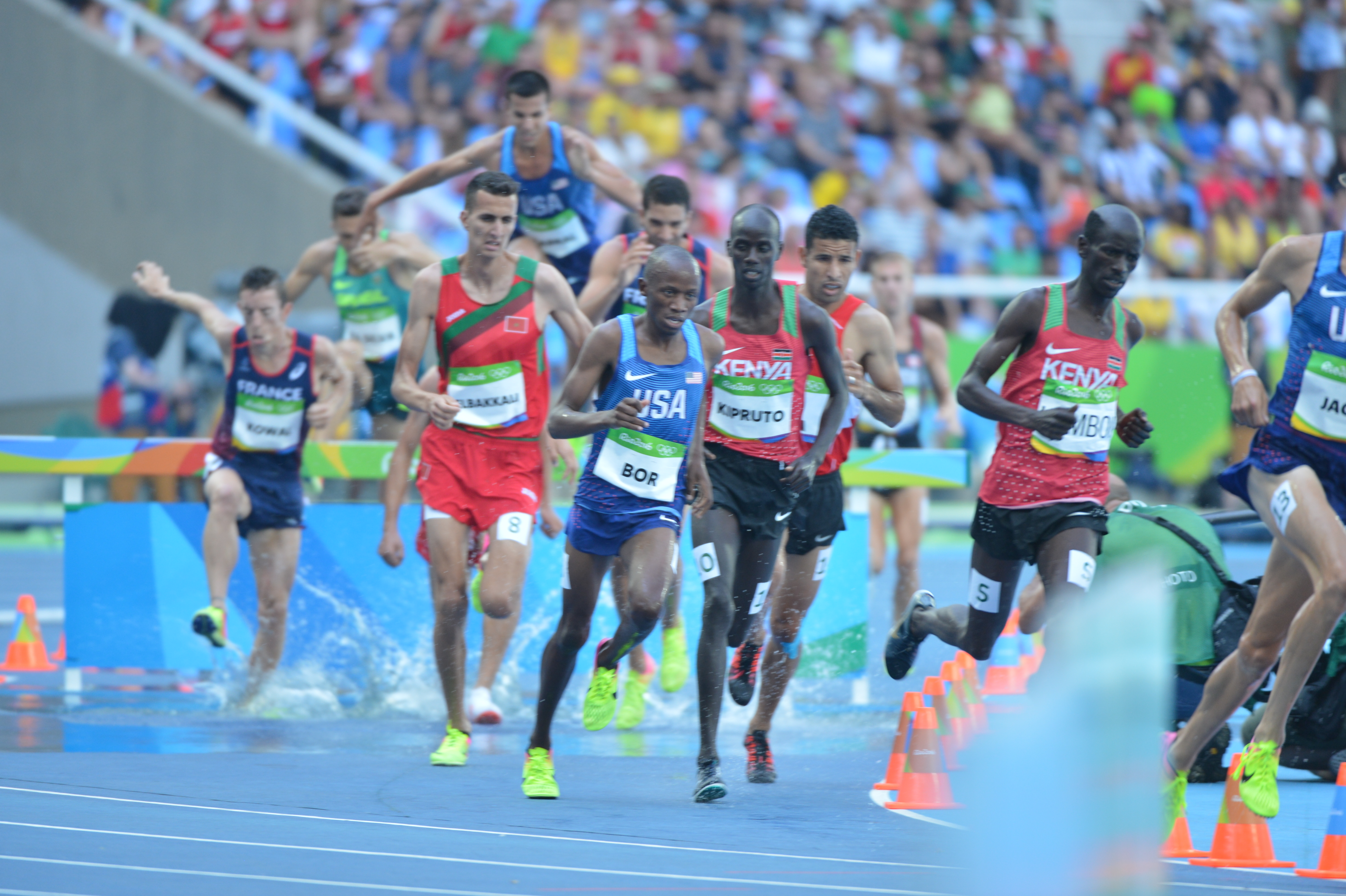

تأهل لتمثيل المغرب في الألعاب الأولمبية الصيفية 2020، وفاز بالميدالية الذهبية في سباق 3000 متر موانع، وهي الميدالية الذهبية الأولى للمغرب منذ أولمبياد أثينا 2004.

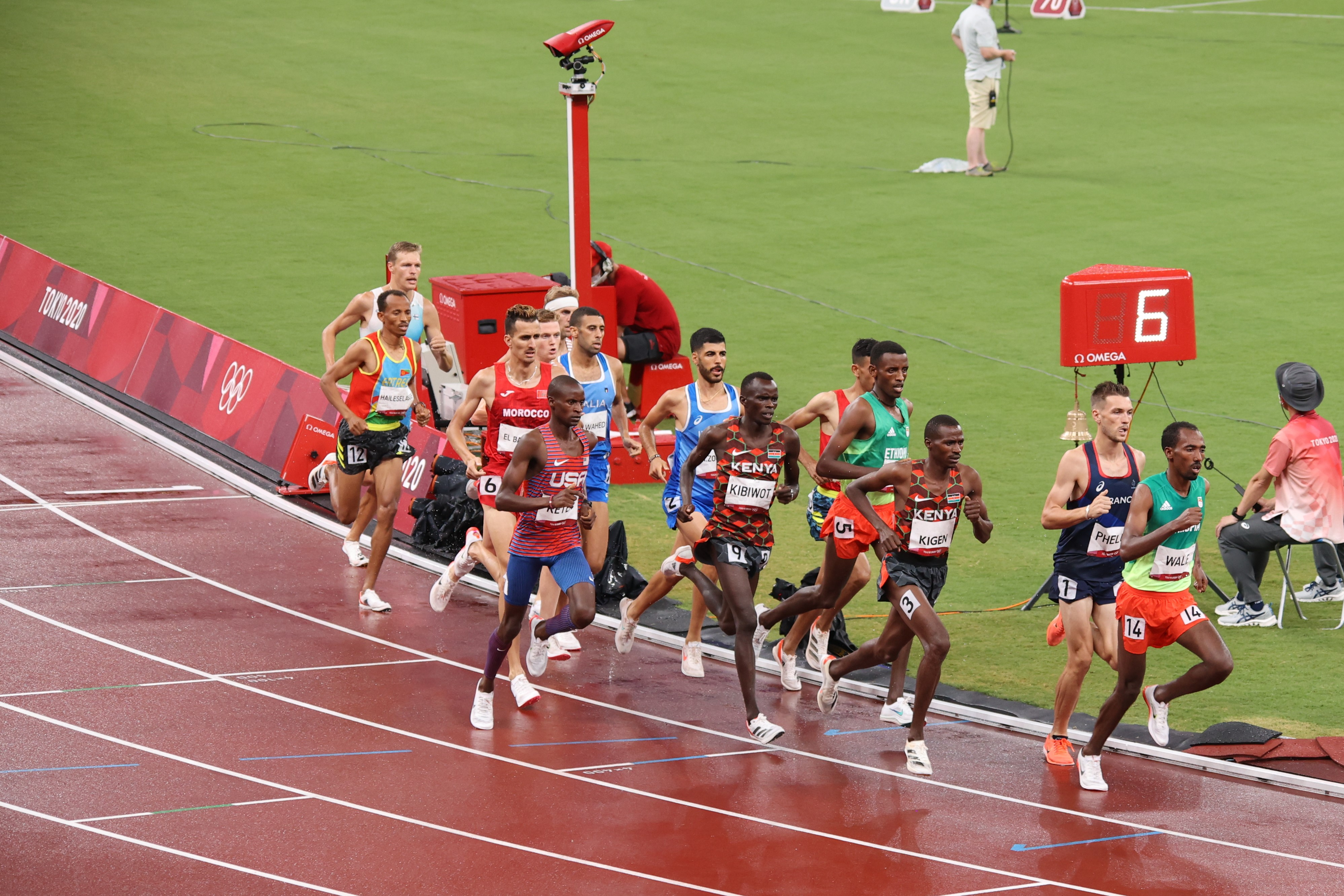
سفيان البقالي يفوز بالميدالية الذهبية 3000 متر موانع، طوكيو 2020.

وفي دورة الألعاب الأولمبية المقامة بطوكيو سنة 2021، أحرز العداء المغربي الميدالية الذهبية في سباق 3000 متر موانع، حيث قطع مسافة السباق في زمن 8:08.90 دقائق.
وبتاريخ 19 يوليوز 2022 ، من بطولة العالم لألعاب القوى النسخة الثامنة عشرة التي نظمت في مدينة يوجين ولاية أوريغون الأمريكية، احتل العداء المغربي المرتبة الأولى في سباق 3000 متر موانع، بتوقيت 08.25.13 جزءًا من المئة.

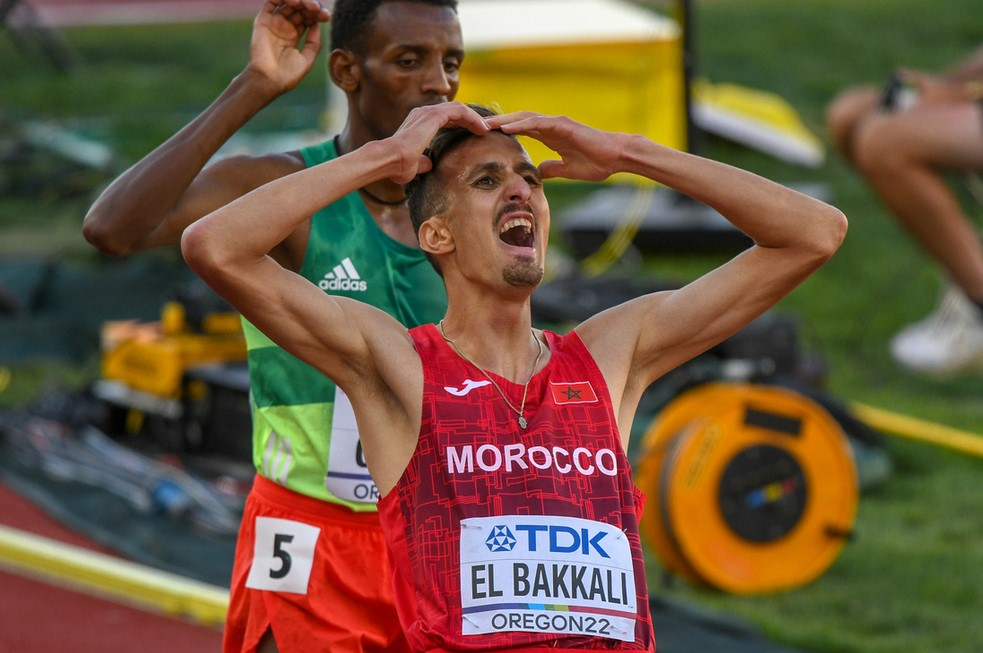
سفيان البقالي يفوز بالميدالية الذهبية في بطولة العالم لألعاب القوى 2022

وفي أولمبياد الدوري الماسي الذي نظم بسكوتهولم 2023 أحرز المركز الأول في مسافة 3000 متر موانع ، بتوقيت جيد لا يتعدى 8 دقائق و09 ثانية و84 جزءًا من المئة.
وفي فعاليات بطولة العالم لألعاب القوى التي نظمت بالعاصمة المجرية بودابست، بتاريخ يوم الثلاثاء 22 غشت 2023، أحرز العداء المغربي الميدالية الذهبية ، حيث حقق المركز الأول في مسافة 3000 متر موانع، بتوقيت قياسي لا بلغ 8:03.53 ثانية و 53 جزءا من المئة؛ حاملا الرقم القياسي العالمي لهذه المسافة.
وفي دورة الألعاب الأولمبية المقامة بباريس سنة 2024، أحرز العداء المغربي الميدالية الذهبية في سباق 3000 متر موانع، ولقد تمكن سفيان البقالي من قطع مسافة 3000 متر موانع، في 8 دقائق و5 ثوان، و6 أجزاء من المائة،
ليحافظ على لقبه للمرة الثانية تواليا ويكسر رقما قياسيا ظل صامدا لمدة 88 عاما للعداء الفنلندي فولماري إيسو-هولو الذي حقق نفس الإنجاز في أولمبياد (1932 و1936).

## سجل المشاركات الدولية
| العام | المسابقة                       | المكان                  | المركز | حدث            | ملاحظة  |
| ----- | ------------------------------ | ----------------------- | ------ | -------------- | ------- |
| 2014  | بطولة العالم للناشئين          | يوجين، الولايات المتحدة | 4      | 3000 متر موانع | 8:34.98 |
| 2014  | بطولة إفريقيا                  | مراكش، المغرب           | 10     | 3000 متر موانع | 8:59.66 |
| 2016  | أولمبياد 2016                  | ريو دي جانيرو، البرازيل | 4      | 3000 متر موانع | 8:14.35 |
| 2017  | الدوري الماسي (جولة استوكهولم) | ستوكهولم، السويد        | 1      | 3000 متر موانع | 8:15.01 |
| 2017  | الدوري الماسي (جولة الرباط)    | الرباط، المغرب          | 1      | 3000 متر موانع | 8:05.12 |
| 2017  | بطولة العالم                   | لندن، المملكة المتحدة   | 2      | 3000 متر موانع | 8:14.49 |
| 2018  | ألعاب البحر الأبيض المتوسط     | طركونة، إسبانيا         | 1      | 3000 متر موانع | 8:20.97 |
| 2018  | بطولة إفريقيا                  | أسابا، نيجيريا          | 2      | 3000 متر موانع | 8:28.01 |
| 2018  | الدوري الماسي (جولة زيورخ)     | زيورخ، سويسرا           | 2      | 3000 متر موانع | 8:10.19 |
| 2019  | الألعاب الأفريقية 2019         | الرباط، المغرب          | 3      | 3000 متر موانع | 8:19.45 |
| 2019  | الدوري الماسي                  | الدوري الماسي           | 2      | 3000 متر موانع | 8:07.08 |
| 2019  | بطولة العالم                   | الدوحة، قطر             | 3      | 3000 متر موانع | 8:03.76 |
| 2021  | أولمبياد 2020                  | طوكيو، اليابان          | 1      | 3000 متر موانع | 8:08.90 |
| 2022  | بطولة العالم                   | يوجين، الولايات المتحدة | 1      | 3000 متر موانع | 8:25.13 |
| 2022  | الدوري الماسي                  | الدوري الماسي           | 1      | 3000 متر موانع | 8:07.67 |
| 2023  | بطولة العالم                   | بودابست، المجر          | 1      | 3000 متر موانع | 8:03.53 |
| 2024  | أولمبياد 2024                  | باريس، فرنسا            | 1      | 3000 متر موانع | 8:06.05 |

## تكريماته
في يوم 10 يناير 2024، حصل سفيان البقالي على جائزة محمد بن راشد آل مكتوم للإبداع الرياضي، في دبي جائزة الإنجازات الرياضية المستدامة، باعتباره عداء استطاع أن يحافظ على مراتب متقدمة في سباق 3000 متر موانع في بطولة العالم لألعاب القوى ب بودابست 2023م، و ميداليات ذهبية في بطولة العالم لألعاب القوى ب يوجين، 2022م، ولاعتباره المصنف رقم (1) عالميا في مسابقة 3000 متر موانع.
في يوم 14 أغسطس 2024، تم استقبل البقالي من طرف الملك محمد السادس بالقصر الملكي بتطوان، وحسبما أفاد بلاغ للديوان الملكي وشح الملك البقالي بوسام العرش من درجة قائد التوشيح الملكي كان قد سبقته برقية تهنئة ملكية عقب تتويج البقالي بالميدالية الذهبية في سباق 3000 متر موانع في دورة الألعاب الأولمبية 2024 بباريس.

## وصلات خارجية
- سفيان البقالي على موقع الاتحاد الدولي لألعاب القوى (الإنجليزية)
- سفيان البقالي على موقع الدوري الماسي (الإنجليزية)
- سفيان البقالي على موقع اللجنة الأولمبية الدولية (الإنجليزية)
- سفيان البقالي على موقع أوليمبيديا (الإنجليزية)
- سفيان البقالي على موقع اللجنة الأولمبية المغربية (الفرنسية)